# Jean Maillard (peintre)
Pour les articles homonymes, voir Jean Maillard et Maillard.
Jean Maillard est un peintre belge, né à Bruxelles le 18 janvier 1901 et mort à La Hulpe le 20 juin 1991.
Il peint et dessine des nus, des marines, des natures mortes et, surtout, des portraits.

## Biographie
À l’Académie des Beaux-Arts de Bruxelles, Jean-Baptiste Maillard fut élève de Constant Montald, Émile Fabry et Jean Delville. Il fut également élève, à Gand, du sculpteur George Minne, et à Bruxelles, d'Égide Rombaux et de Victor Rousseau. 
Il est nommé professeur de l’Académie des beaux-arts de Louvain. En 1958, sa renommée comme portraitiste devient internationale. En 1971, l’Administration des timbres de Belgique émet un timbre spécial avec son portrait de Georges Hubin, fondateur du parti ouvrier belge. Il est nommé en Belgique Chevalier de l’ordre de Léopold II et chevalier de la Couronne et, en France, chevalier des Arts et des Lettres. 
Désireux d’une société égalitaire, il admire et peint, en 1935, le portrait d’Émile Vandervelde et de ceux qui, du parti ouvrier belge, travaillaient pour améliorer les conditions des gens du peuple. En 1936, il dessine à Barcelone des affiches contre le bombardement des villes pendant la guerre civile espagnole. Cette même année, il expose à Paris, au Salon des indépendants. 1947, étouffé par la tension entre francophones et flamands, il émigre au nord de l’Europe. Il peint et expose en Suède, au Danemark, en Hollande, en Allemagne, en Italie et en Angleterre. Lors de son séjour à Stockholm en 1947, il a peint un portrait à l'huile sur toile de Mme. Elizabeth-Frédérica von Essen.
De retour en Belgique en 1952, il se donne totalement à l’art du portrait et à l’entreprise d’immortaliser ceux qui construisaient l’Europe du XXe siècle. À Cadenabbia, il peint le chancelier Konrad Adenauer, en Allemagne, ceux du chancelier Franz von Papen et du général Falkenhausen, ex-gouverneur allemand de Belgique et du nord de la France, et en France, ceux de Maurice Garçon, François Mauriac, Roland Dorgelès et Jean Rostand. De très nombreux personnages de la culture et de la science suivirent, Albert Schweitzer, François Mauriac, André Maurois, Jean Rostand, Bertrand Russell, et d’autres, du monde politique, tels que le roi Léopold III de Belgique, en tout une centaine de portraits qui forment une galerie de visages du XXe siècle, beaucoup accompagnés de la signature du modèle à même la toile.
Au début des années 1970, le Parti Socialiste Belge, qui réunit encore les ailes wallonne et flamande de l'ancien P.O.B. (Parti Ouvrier Belge), et qui détient une grande série des larges dessins politiques de Maillard, en particulier ceux pris tirés d'Emile Vandervelde, en fait décorer le quatrième étage de ses locaux Boulevard de l'Empereur à Bruxelles, donc l'étage de la Présidence. Le trait de Maillard est si vif qu'on croirait le dessin fait la veille.
Devenu ministre de la Culture française en 1977, le socialiste wallon Jean-Maurice Dehousse rencontre Maillard et entreprend avec ce dernier le projet de faire protéger  dans un local approprié de la Culture Française les œuvres de l'artiste, qui envisage alors d'en faire don à la Communauté Française de Belgique, issue de la Révision de la Constitution belge opérée en 1070. Mais les Ministères se succèdent vite (nouveau Gouvernement en 1978, élections et nouveau Gouvernement en 1979, trois gouvernements dans la seule année 1980). Dehousse demeure à la Culture Française en 1978  mais, pour reprendre l'expression d'André COOLS, "est muté à la Région Wallonne"  qui vient de naître et dont la présidence lui est confiée en 1979. Son successeur à la Culture  Française est un social-chrétien, Michel Hansenne. Le projet Maillard n'aboutira pas.

## Œuvres acquises par des musées ou des institutions officielles
- Portrait de Jules Destrée, Stedelijk Museum Vanderkelen-Mertens, Louvain[1].
- Crépuscule sur les dunes, acquis par le ministère de Culture, (administration des Beaux-Arts) Bruxelles[1].
- Train dans le soir, acquis par le ministère de Culture, (administration des Beaux-Arts) Bruxelles[1].
- 1936 : Portrait de Adolphe Max, mairie de Bruselas, acquis par la Maison Communale de Bruxelles.
- 1936 : Automne dans la forêt de Soignes (huile); collection privée
- 1970 : Quinze dessins de Jules Bordet, directeur de l’Institut Pasteur de Bruxelles.
- 1978 : Portrait de Jules Destrée (huile), acquis par le ministère d’Éducation Nationale et de la Culture française.
- 1984 : Portrait de Jules Destrée (fusain sur papier, 1935), acquis par le ministère de la Communauté française à Bruxelles.
- 1989 : Portrait de George Hubin (huile, 1934), acquis par le ministère de la Communauté française à Bruxelles.
- 1994 : Cent trente dessins de personnages su vingtième siècle et dix lithographies (1927-1963), donnés à la Bibliothèque Royale Albert Ier (numéros d’inventaire : F 39250 a F 39293)
- 1994 : Portrait de Léopold III  (dessin) et le tableau Thibaud, Cortot y Casals au Palais des Beaux-Arts (1932), acquis par la Bibliothèque Royale Albert Ier, à Bruxelles.
- 1995 : Portrait de Désiré de Fauw (inventorié avec le  numéro F 39517) et du Portrait du Général de Gaulle (inventorié avec le numéro F 39518), donnés a la Bibliothèque Royale Albert Ier.
- 1999 : Portrait du ministre Albert Devèze, donné au Partis Libéral, Bruxelles.